# Anthony Young
Pour les articles homonymes, voir Young.
Anthony Ian Young, baron Young de Norwood Green (né le 14 avril 1942) est un homme politique britannique et pair à vie du Parti travailliste à la Chambre des lords . 

## Biographie
Il est secrétaire général du Syndicat national des communications (1989–95), puis secrétaire général adjoint (1995–98), et secrétaire général adjoint principal (1998–2002) du Syndicat des travailleurs de la communication. Il a également été gouverneur de la BBC. 
Dans les honneurs d'anniversaire de 2002, Young reçoit un titre de chevalier. Il est créé pair à vie le 25 juin 2004 en prenant le titre de baron Young de Norwood Green, de Norwood Green dans le London Borough of Ealing . 
En octobre 2008, il est nommé sous-secrétaire d'État parlementaire pour les compétences et l'apprentissage au ministère de l'innovation, des universités et des compétences, puis transféré au ministère des entreprises, de l'innovation et des compétences lors de sa création lors du remaniement de juin 2009, comme sous-secrétaire d'État parlementaire, mais chargé des relations de travail et des affaires postales jusqu'au 11 mai 2010 . 